# Afghanistan ved sommer-OL 2024
 Der er for få eller ingen kildehenvisninger i denne artikel, hvilket er et problem. Du kan hjælpe ved at angive troværdige kilder til de påstande, som fremføres i artiklen.

Afghanistan deltager i sommer-OL 2024 i Paris i Frankrig i perioden 26. juli til 11. august 2024.
Afghanistan deltager stadig under det flag, der var landets officielle flag fra 2013 til 2021, da IOC ikke vil godkende brugen af flaget, som blev indført den 15. august 2021 af Taliban-styret.

## Medaljer
| 2020 Tokyo  | Guld | Sølv | Bronze | Total |
| Afghanistan | 0    | 0    | 0      | 0     |

### Medaljevinderne
| Afghanistan under sommer-OL 2020 i Tokyo | Afghanistan under sommer-OL 2020 i Tokyo | Afghanistan under sommer-OL 2020 i Tokyo | Afghanistan under sommer-OL 2020 i Tokyo | Afghanistan under sommer-OL 2020 i Tokyo |
| Medalje                                  | Navn                                     | Sport                                    | Event                                    | Dato                                     |
| ---------------------------------------- | ---------------------------------------- | ---------------------------------------- | ---------------------------------------- | ---------------------------------------- |
| -                                        | -                                        | -                                        | -                                        | -                                        |